# Marrum

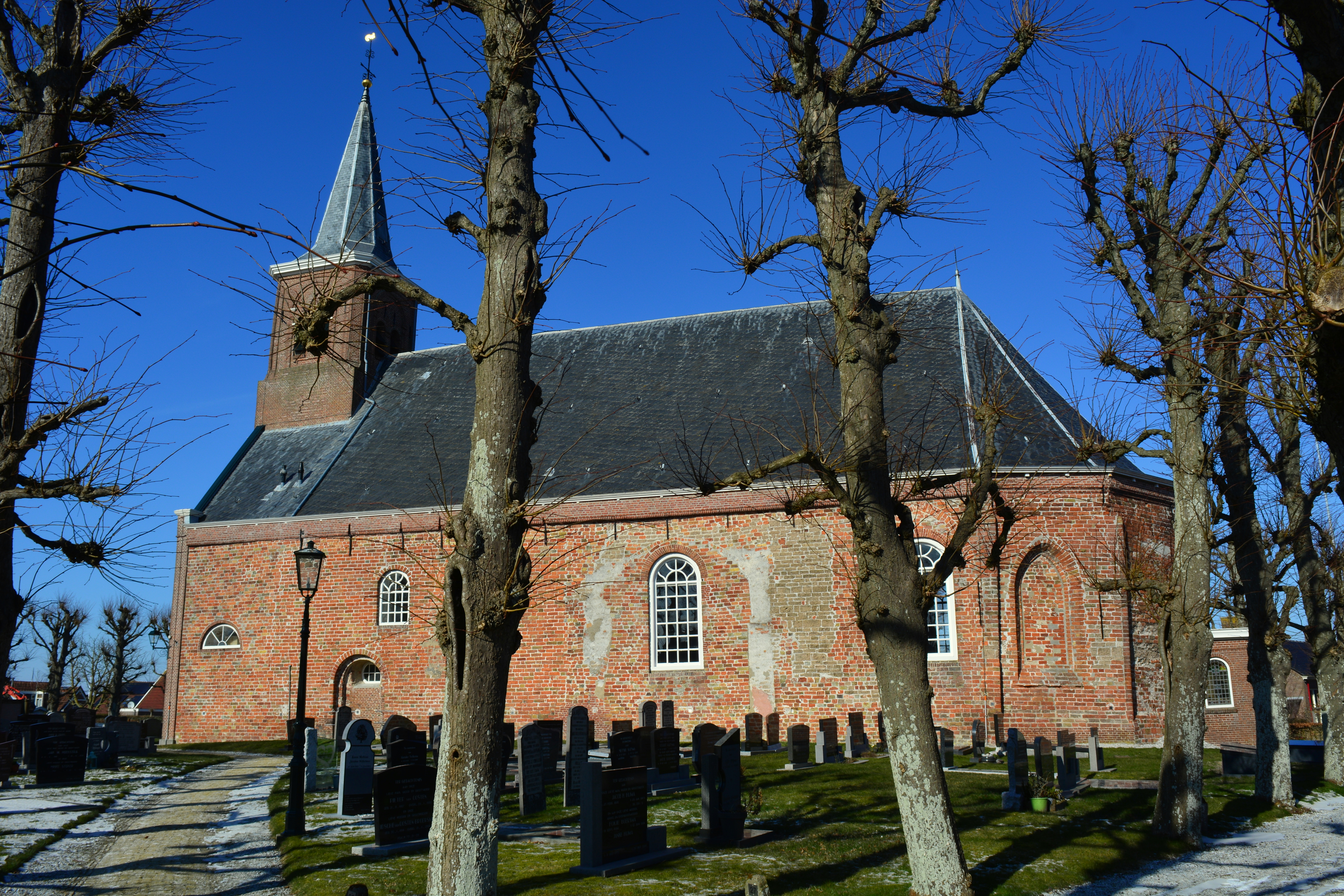
Godeharduskerk

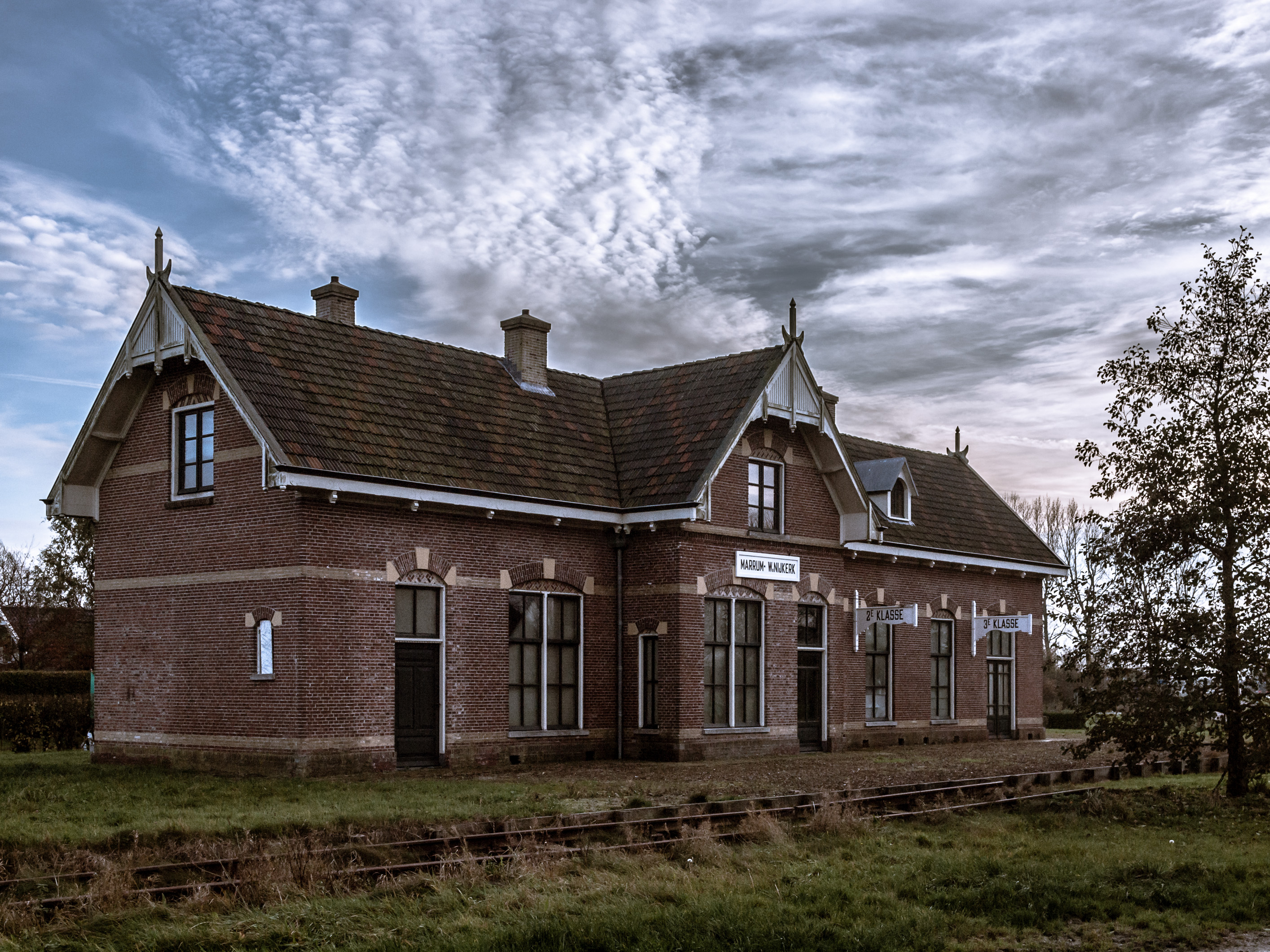
Station Marrum-Westernijkerk

Marrum (Friese uitspraak: [’marəm]) is een terpdorp in de gemeente Noardeast-Fryslân, in de Nederlandse provincie Friesland. Marrum ligt ten noorden van Leeuwarden nabij de Waddenzee aan de N357, tussen Hallum en Ferwerd. In 2023 telde het dorp 1.410 inwoners.

## Geschiedenis
De plaats werd in de 9e eeuw door een monnik van het klooster Fulda vermeld als Mereheim en Merheim. De naam verwijst naar woonplaats (Heim->heem->um) bij een breed water (mere). De terp werd in de 11e eeuw opgeworpen. In de 13e eeuw werd de plaats vermeld als Merum, in 1418 als Marrym en in 1491 als Marrum en Merrum.
In 1744 had het dorp 497 inwoners. In 1830 waren dit er 987. Tijdens de Allerheiligenvloed van 2006 verdronken er diverse paarden bij Marrum, zie verder ook de Reddingsactie paarden in Marrum. Tot 2019 maakte Marrum deel uit van de gemeente Ferwerderadeel.

## Stinsen
In Marrum hebben verschillende stinsen gestaan. De oudste was Botnia-state, die omstreeks het jaar 900 werd gesticht door Ode Botnia. Later is de stins in het bezit gekomen van het geslacht Van Camminga. Botnia-state zou een sterke stins geweest zijn, maar daar er is bijna niets van terug te vinden.
Daarnaast was er de Ponga-state. De Ponga's moeten in Marrum een belangrijke plaats hebben ingenomen. Later is de stins in het bezit gekomen van het geslacht Van Harinxma, en rond 1750 werd de stins bewoond door een zekere Idzinga.

## Kerk
De kerk van het dorp, de Godeharduskerk dateert uit de dertiende eeuw. De eenbeukige bakstenen kerk werd gebouwd met tufsteen van een eerdere kerk uit de elfde eeuw. In 1858 werd de oorspronkelijke stompe kerktoren van onbekende datum vervangen door een geveltoren met ingesnoerde spits.

## Industrie
Marrum was bekend om de verbouw van koffiecichorei. In 1840 telde het dorp nog 19 cichoreifabriekjes, maar er zijn er meer geweest. Gedroogde cichoreiwortel werd er gemalen om te worden gebruikt voor het maken van namaak koffie.
In 1891 werd in Westernijkerk bij Marrum een zuivelfabriek gesticht. Later verhuisde de fabriek naar Marrum. De Coöperatieve Stoomzuivelfabriek Marrum was de grootste werkgever van het dorp. Na 1945 ontkwam ook Marrum niet aan de fusies in de zuivelindustrie. De fabriek werd omgedoopt tot 'De Takomst' (de Toekomst), maar op in 1979 sloot de fabriek. Dat was een gevoelige klap voor de werkgelegenheid in het dorp. Eerder was de grasdrogerij van Marrum al gesloten en de betonfabriek is ook verdwenen.

## Molens
Nabij Marrum staan drie poldermolens. De Grote Molen dateert uit 1845, De Phenix dateert uit 1917 en de Kleilânsmole dateert uit 1865.

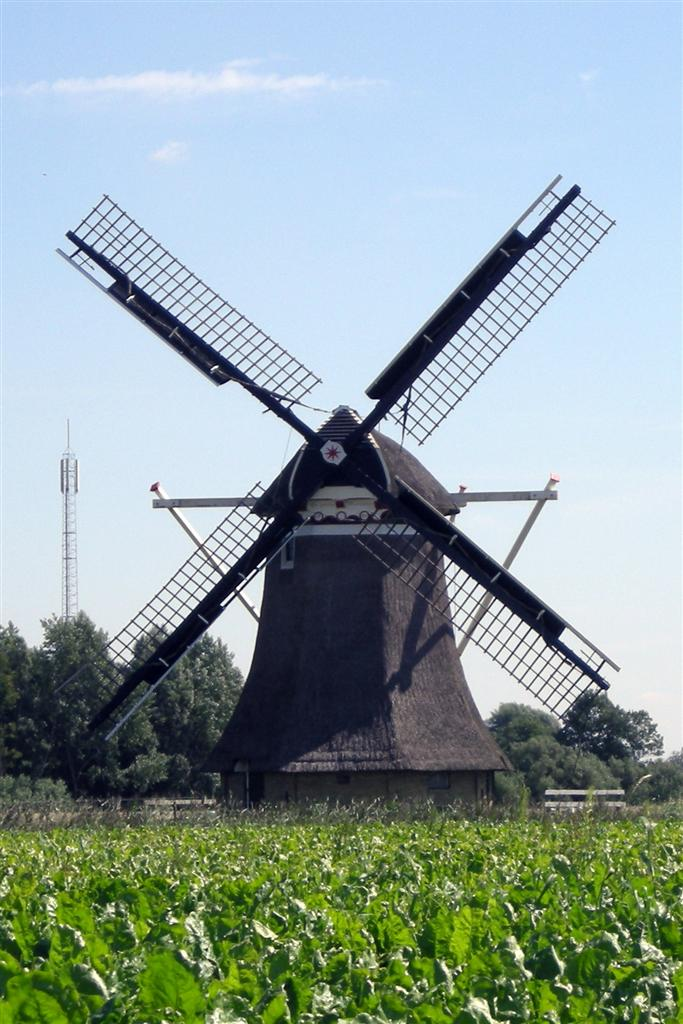
De Grote Molen
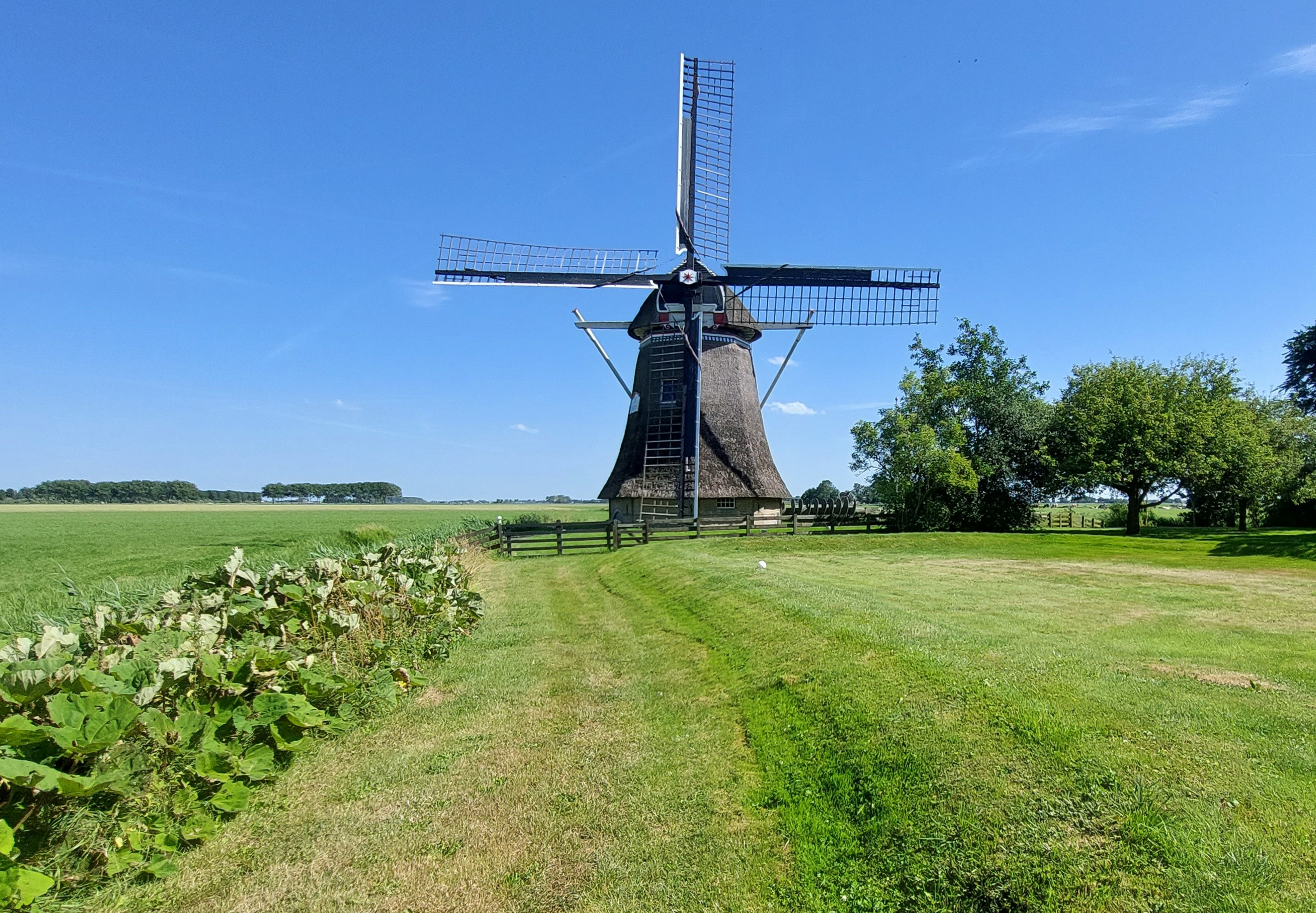
De Phenix
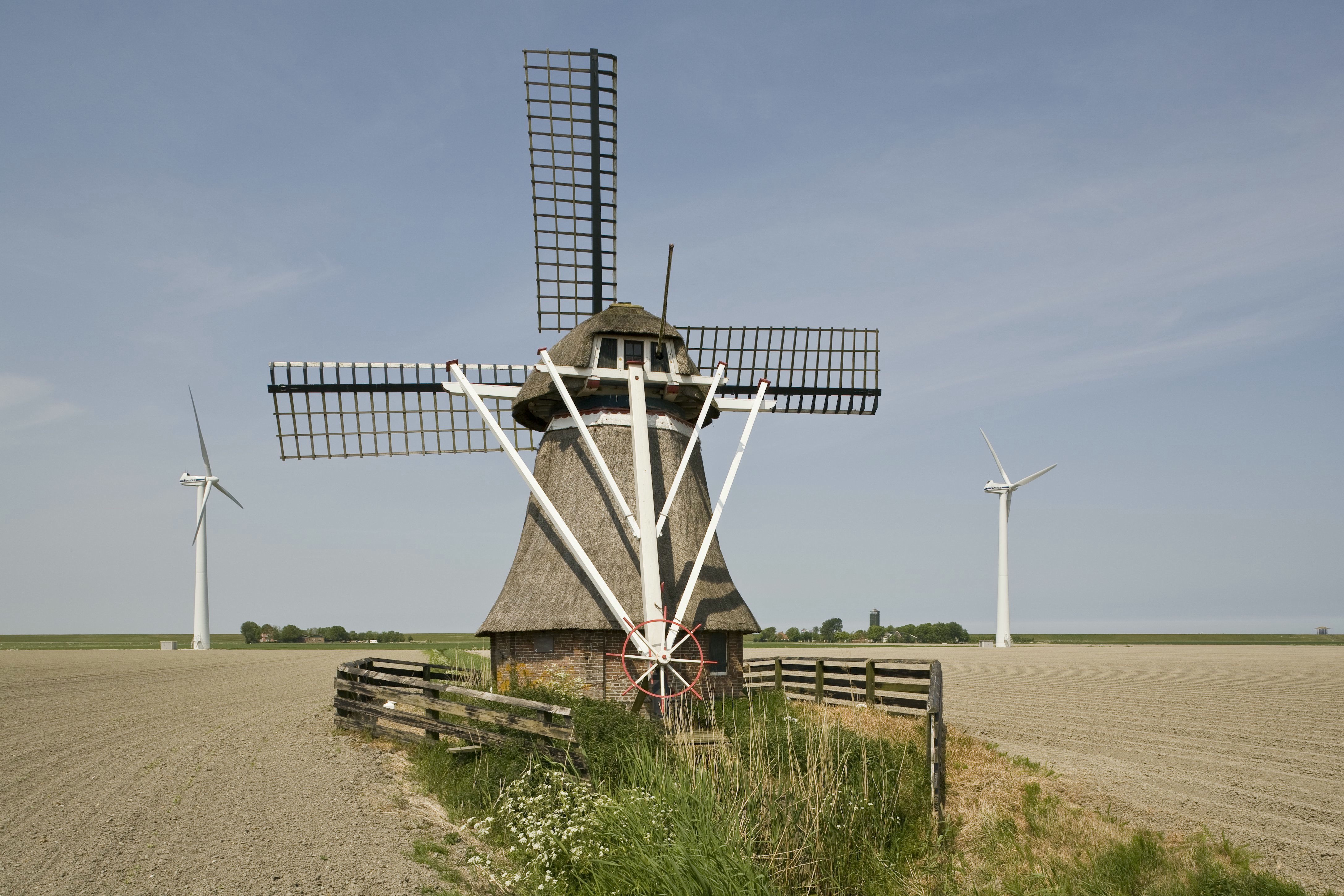
Kleilânsmole

## Sport
In Marrum is onder meer een multisportvereniging MGVV, met volleybal, gymnastiek en turnen en een voetbalvereniging VV Marrum, een tennisvereniging De Gibben en een kaatsclub. In mei wordt de Avondvierdaagse gehouden en in december de Oudejaarsloop.

## Cultuur
Het dorp heeft een dorpshuis, de De Nije Tille geheten. Verder heeft het dorp de toneelvereniging Marrum e.o. en brassband De Eendracht.

## Onderwijs
Het dorp heeft een basisschool, de Aasterage geheten.

## Treinstation
Bij Marrum en Westernijkerk lag vroeger een halte aan de spoorlijn Leeuwarden-Dokkum (Dokkumer lokaaltje) van de NFLS. Het stationsgebouw bestaat nog steeds.

## Bekende inwoners
Marrum was de woonplaats van de Friese christelijke volksschrijver Watse Cuperus, (1891-1966). Cuperus was meteropnemer van beroep. Daardoor kende hij de mensen in de streek goed. Zijn boeken spelen dan ook in Marrum en omstreken. Cuperus vervulde ook een belangrijke rol in het dorpsleven van Marrum.